# Museumsfabrik Pritzwalk
Die Museumsfabrik Pritzwalk, von 2002 bis 2017 als Stadt- und Brauereimuseum bezeichnet, ist das stadt- und kulturhistorische Museum im Besitz und Betrieb der Stadt Pritzwalk (Landkreis Prignitz, Brandenburg). Es wird derzeit mit Stand 2020 von vier städtischen Mitarbeitern betrieben.
Das Museum wird gefördert durch die Gesellschaft für Heimatgeschichte Pritzwalk und Umgebung e.V. und befindet sich am Meyenburger Tor 3a.
Thematische Schwerpunkte des Museums sind die Geschichte von Pritzwalk und dessen Umland, die Industrialisierung im ländlichen Raum und die Geschichte des Brauereigewerbes und der vormaligen Tuchfabrik in Pritzwalk.
Konzipiert als zentraler Kulturort, verfügt das Museum über ein Café und eine Aussichtsplattform mit Blick über die Innenstadt.
Das Museum ist baulicher Bestandteil des größeren Gebäudekomplexes der ehemaligen Draegerschen beziehungsweise Quandtschen Tuchfabrik (Gebrüder Draeger und Emil Quandt), auf dessen Grundstück sich nach Vollendung der Sanierungsarbeiten Wohnbereiche, Bildungsträger als auch gewerbliche Unternehmungen ansiedelten.

## Museumsgeschichte
Die Geschichte des Museums begann 1954 als Kreisheimatmuseum im historischen Salzmagazin der Stadt mit einer Ausstellungsfläche von 60 Quadratmetern und 75 ausgestellten musealen Objekten. Die Dauerausstellung setzte sich aus den Beständen der aus den 1930er Jahren stammenden Pritzwalker Heimatstube und Teilen des kriegszerstörten Museums im Kloster Stift zum Heiligengrabe zusammen. Beim Aufbau des Museums wirkte Albert Guthke maßgeblich mit. Seit den 1970er und in den 1980er Jahren wirkte Gabriele Schumacher als Museumsleiterin bei der Weiterentwicklung der Einrichtung entscheidend mit. Das Museum wurde erweitert und fungierte nach dem Verlust des Kreisstadtstatus Pritzwalks ab 1993 als Heimatmuseum Pritzwalk. 1998 übernahm die Gesellschaft für Heimatgeschichte Pritzwalk und Umgebung die Trägerschaft des Hauses. Mit dieser Konstellation wurde 2002 das Stadt- und Brauereimuseum Pritzwalk im Kontor der Brauerei am Meyenburger Tor eröffnet. Dazu kam die Verwaltung der Ausstellung in der Kathfelder Mühle.
Einen Umbruch bedeutete die Sanierung der ehemaligen Tuchfabrik, die vormals Sitz der Kreisverwaltung gewesen war. Knapp neun Millionen Euro sind in die Sanierung der Pritzwalker Tuchfabrik geflossen, eines der wichtigsten Sanierungsprojekte Pritzwalks der letzten Jahrzehnte. Die Tuchfabrik prägte im 19. und frühen 20. Jahrhundert das Leben in der Stadt. Eine umgesetzte offene Verbindungsbrücke aus Stahl führte 2018 den älteren Museumsteil in der Brauerei mit dem neu entstehenden Museumsteil in der Tuchfabrik zusammen. 2018 wurde das vormalige Stadt- und Brauereimuseum im ehemaligen Kontor der Brauerei um Räume der ehemaligen Tuchfabrik Gebr. Draeger erweitert und heißt seitdem Museumsfabrik Pritzwalk. Die erste Ausstellung nach Eröffnung des neuen Museumstrakts widmete sich dem Thema Kunst, viele Exponate wahren zunächst noch nicht zugegen und die Räume waren nicht voll bespielt.

## Galerie

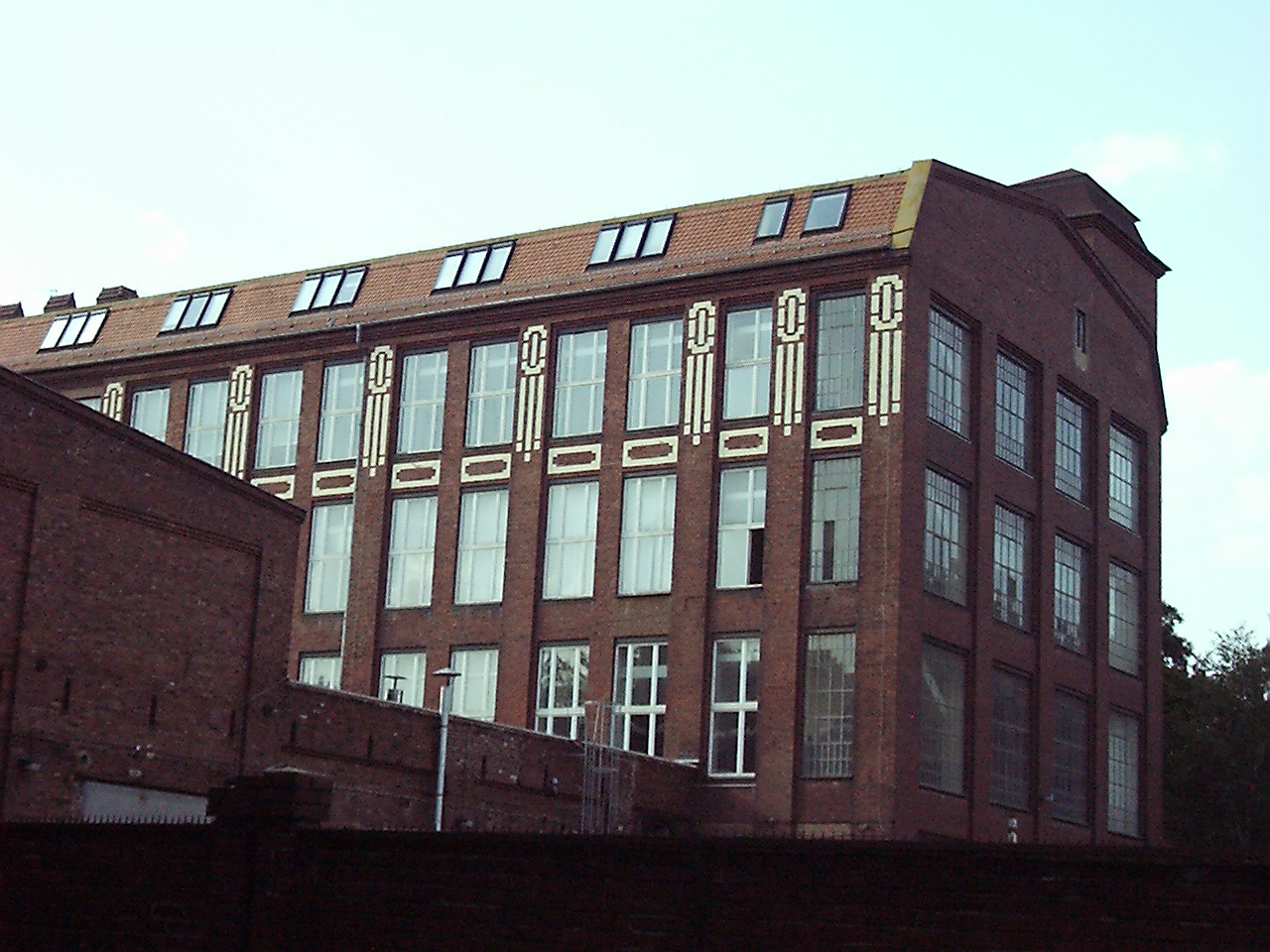
Gebäudeausschnitt der Tuchfabrik, 2008, vor Sanierung
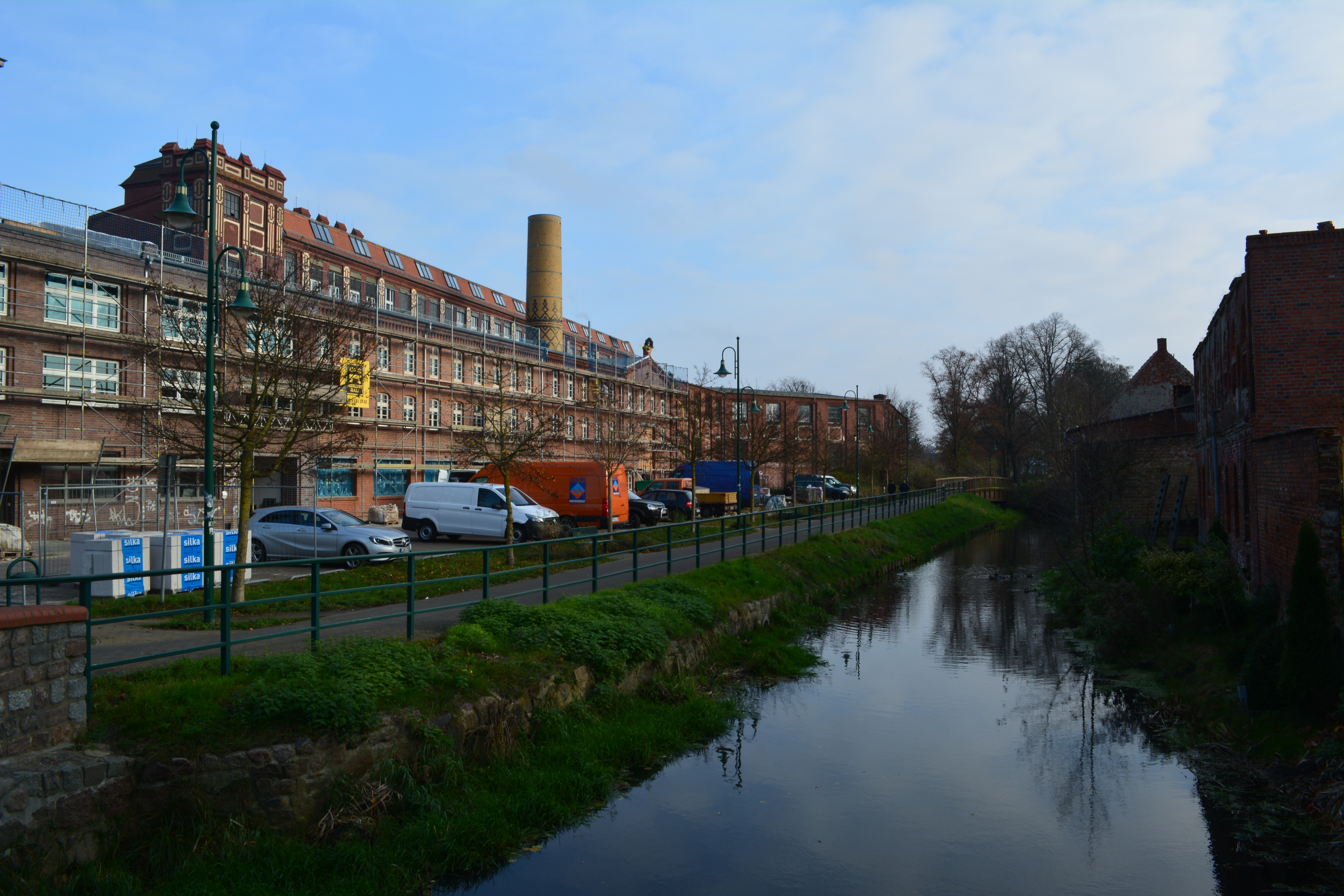
Seitenansicht, heutige Bildungsgesellschaft mbH, Flussseite Dömnitz, 2014
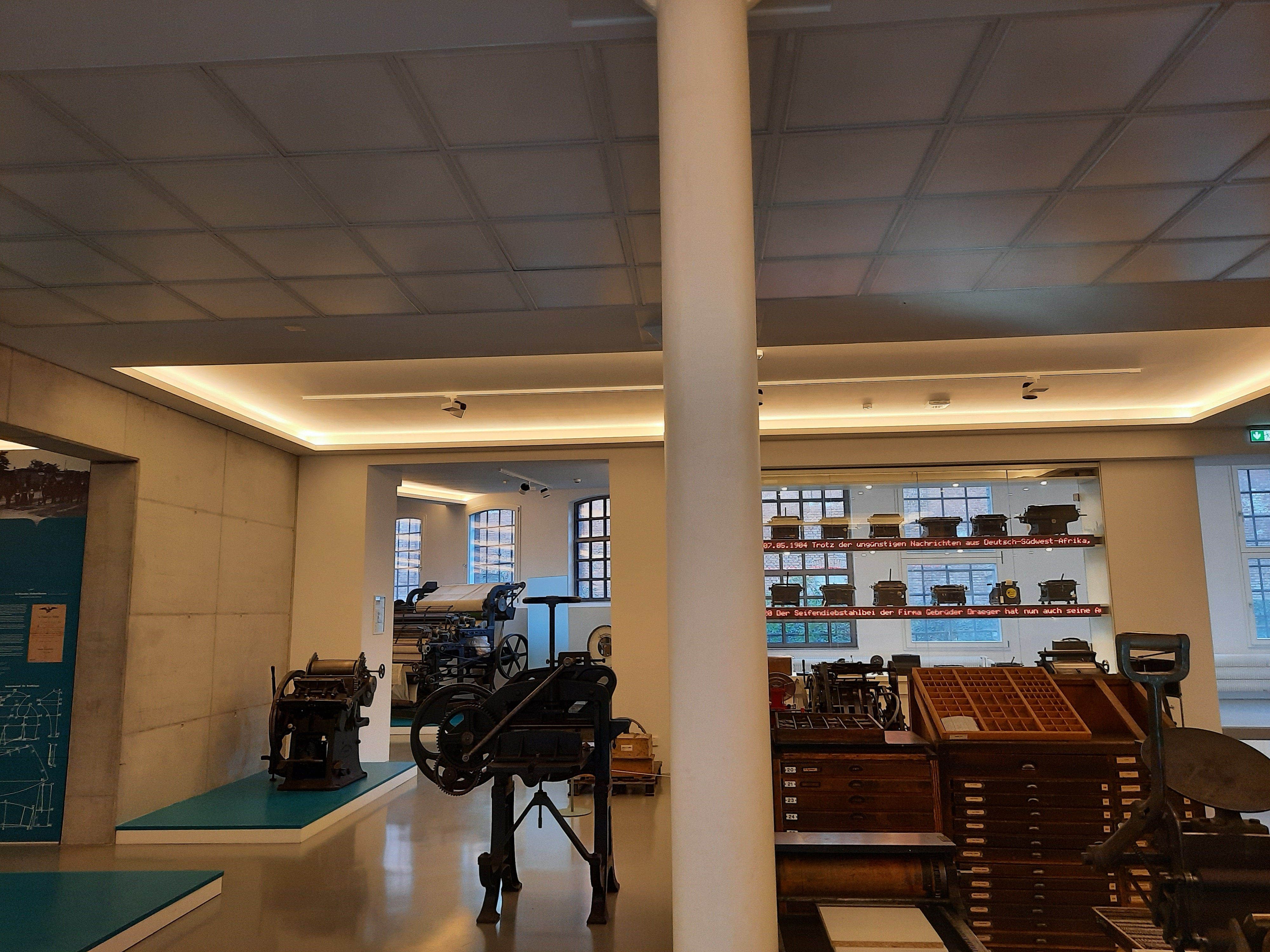
Übernommene Druckmaschinensammlung in der Ausstellung von 2018
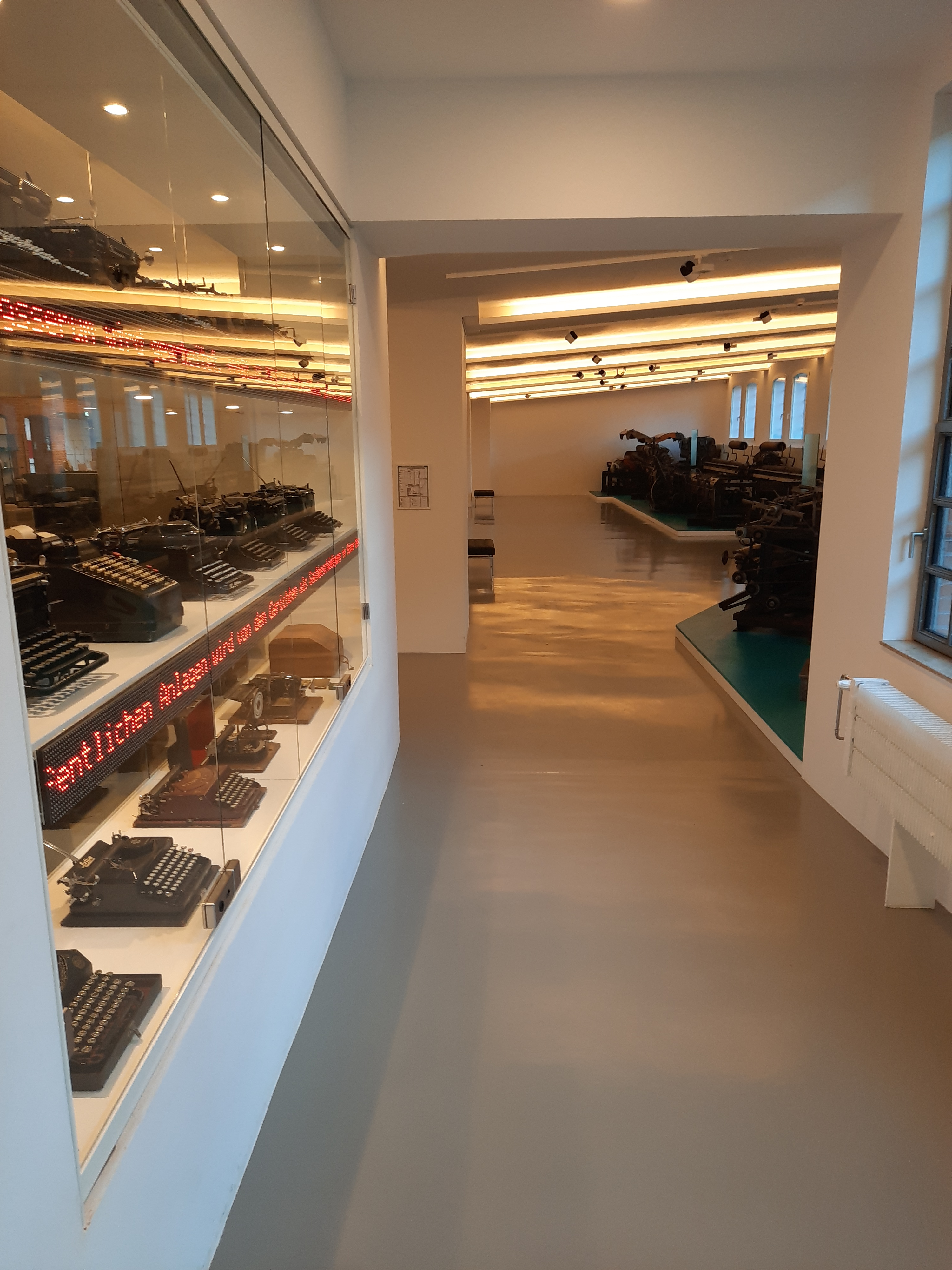
Gang mit Blick auf die großen Textilmaschinen, Ausstellung 2018
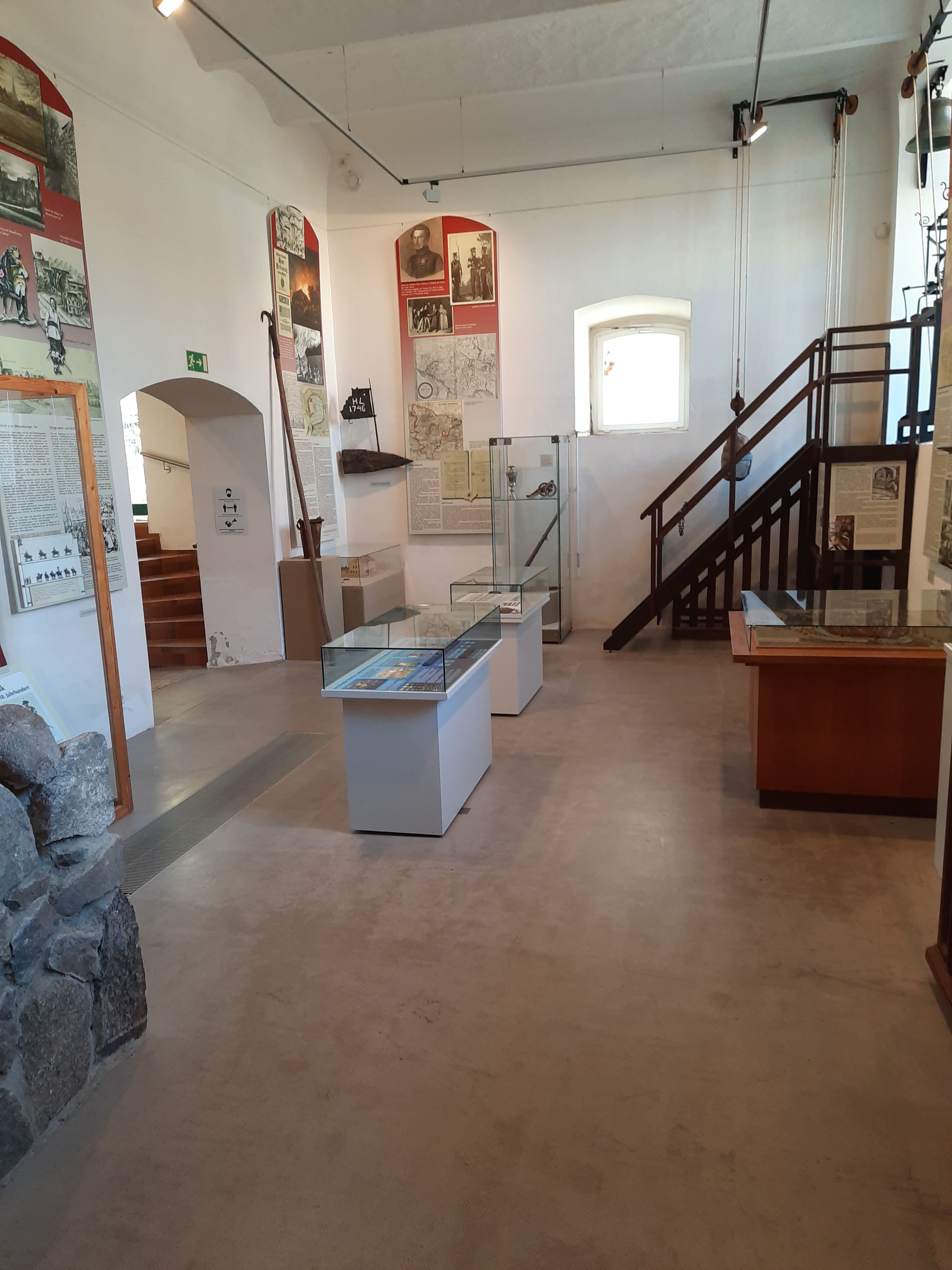
Dauerausstellung der allgemeinen Stadtgeschichte im Gebäudetrakt der Brauerei, 2002
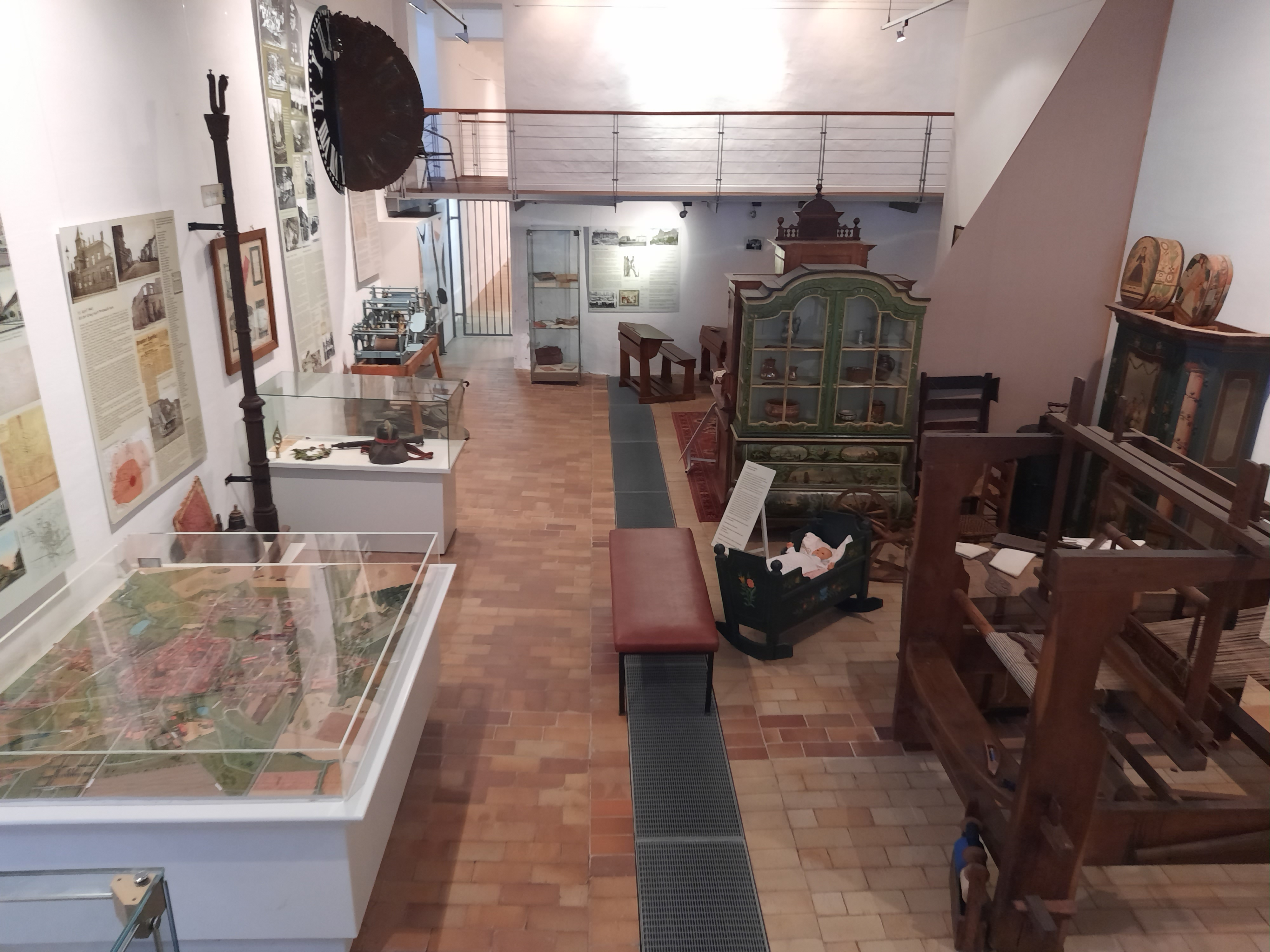
Dauerausstellung der allgemeinen Stadtgeschichte im Gebäudetrakt der Brauerei, 2002

## Thematischer Schwerpunkt
Das Mandat der Museumsfabrik Pritzwalk ist die Geschichte Pritzwalks und der Prignitz. Als Schwerpunktmuseum der Zeit der Industrialisierung werden primär die Zusammenhänge zwischen Fabrik, Menschen und Umwelt zwischen Kleinstadt in der Prignitz und dem weltweiten Handel gezeigt. Die derzeitige Dauerausstellung zur Industrialisierungsgeschichte wurde 2017 durch das Museum inhaltlich konzipiert. Dieses fungierte hierbei als Kurator, überließ die gestalterische und museumspädagogische Umsetzung aber betrieblichen Ausstellungsgestaltern. Sowohl die Vitrinen als auch die Podeste, auf denen einige der Exponate stehen, wurden gesondert für die Pritzwalker Museumsfabrik angefertigt. Im ersten Obergeschoss des Fabrikgebäudes widmet sich die Museumsfabrik seit 2020 mit der neuen Ausstellung Stadt/Wald: Pritzwalk und sein Hainholz dem Thema Stadtgrün und städtische Naherholung. Im Erdgeschoss des Fabrikgebäudes sind originale Textilmaschinen der Industrialisierungsepoche mit großformatigen Zuschnitt zu betrachten, die vor Ort nach Anlieferung aufwendig und eigenhändig neu zusammengesetzt werden mussten. Ebenfalls im Erdgeschoss fanden Ausstellungsstücke der Museumsdruckerei Streckenthin Eingang. Dort befindet sich die erste Mitmachstation, an der Besucher selbst die Lettern setzen und ein Blatt bedrucken können. Auch im Handwerk des Papierschöpfens können Besucher sich probieren.
In der Ausstellung werden alle zwölf Arbeitsschritte in der damaligen Tuchfabrik gezeigt – von der Ankunft der Wolle bis zum Webstuhl. Zugleich wird dies vor Ort mit der Ausstellung originaler preußischer Militäruniformen der Zeit als dem finalen Produktionsergebnis versinnbildlicht. Die preußische Armee war bedeutender Kunde und Abnehmer Pritzwalker Stoffe und Tuche.
Das 2018 neu dazugekommene Museumsareal wird noch weiter ausgebaut, nicht alle der verfügbaren Ausstellungsflächen sind bereits thematisch in die Ausstellung eingebunden und mit Ausstellungsstücken ausgestattet worden.
Der zweite Teilbereich umfasst die kultur- und stadthistorische Ausstellung des Museums. Diese wurde 2002 im historischen Lagerkeller der 1863 erbauten Brauerei Schraube eröffnet, mit dem die benachbarte Tuchfabrik räumlich verbunden ist. Die Dauerausstellung umfasst die Stadtgeschichte Pritzwalks seit der Steinzeit sowie Brauerei- und Industriekultur. Dieser Bereich des Museums umfasst vier große und thematisch gegliederte Ausstellungsräume.
Mitmachangebote wie dialogische Themenführungen (z. B. eine Wanderung zum Bismarckturm oder eine Führung im technischen Denkmal Kathfelder Mühle) und Mitmachworkshops in der eigenen Druckerei und Textilwerkstatt ergänzen das Leistungsprofil des Museums. Die Gruppenseminare werden als regulärer Schulunterricht der Pritzwalker Schulen und als Regelangebot mehrmals die Woche durchgeführt.
Die Einrichtung verfügt über eine umfangreiche Sammlung Prignitzer Materialkultur seit der Steinzeit. Das Museum betreibt auch eine kleine Präsenzbibliothek zur Regionalgeschichte.

## Sammlung
Innerhalb der Geschichte Pritzwalks und der Prignitz sammelt und pflegt das Museum materielles und immaterielles Kulturgut. Die Sammlung des Museums umfasst heute etwa 23.000 Gegenstände und Bereiche wie Ur- und Frühgeschichte, Stadtgeschichte im Mittelalter und der Neuzeit, Zeitgeschichte und Stadtgeschichte zur Zeit der DDR. Besondere Sammlungsschwerpunkte liegen auf den Bereichen Brauereiwesen, Druckerei, Tuchfabrikation, Handwerk der Region und Landmaschinen. Ausgesuchte Teile der Sammlung werden digitalisiert über die Plattform Museum-digital online zur Ansicht gestellt. Die Museumssammlung wird fortwährend durch Überlassungen oder Schenkungen ergänzt und erweitert.
Die Sammlung befindet sich in mehreren dezentral gelegenen Depots.

## Kurator und Träger des Museums
Die „Gesellschaft für Heimatgeschichte Pritzwalk & Umgebung e.V.“ ist der ehrenamtliche Träger und Kurator des Museums, der sich vor allem um die inhaltliche Entwicklung und Ausrichtung des Museums kümmert. Der Verein wurde 1986 unter dem Dach des Kulturbundes der DDR gegründet und 1991 als Verein eingetragen. Gegenwärtig zählt der Pritzwalker Verein über 60 Mitglieder und bündelt die lokalgeschichtliche Expertise innerhalb seiner Strukturen.
Die Aufgabenbereiche des Vereins bilden Museums- und Stadtführungen, Zusammenarbeit mit Schulen und Kindergärten, Teilnahme an Veranstaltungen der Stadt Pritzwalk, Unterstützung der Museumsfeste, Hilfe bei museumspädagogischen Vorhaben.
Die Mitglieder des Vereins erforschen die Alltags-, Sprach- und Kirchengeschichte Pritzwalks, führen Ortschroniken und unterstützen die Stadt Pritzwalk bei der Erhaltung und Sicherung des Stadt- und Brauereimuseums und des Bismarck-Turms. Der Verein organisiert heimatgeschichtliche Veranstaltungen, unterstützt Lehrer und Schüler und publiziert ihre Forschungsergebnisse. Der Verein publizierte und veröffentlichte von 1987 bis 2019 18 Heimathefte der Reihe Pritzwalker Heimatblätter.
Es finden Exkursionen des Vereins in die Prignitz oder in den norddeutschen Raum statt. Mitglieder erhalten so kulturelle Anregungen und pflegen regionalgeschichtliche Kontakte.
Seit 2018 hat der Verein die Trägerschaft über die neu eröffnete Museumsfabrik Pritzwalk am Meyenburger Tor 3a inne. Der neu abgeschlossene Vertrag löste den seit 1998 mit der Stadt bestehenden Trägerschaftsvertrag über das neu eröffnete Stadt- und Brauereimuseum Pritzwalk ab.

## Sonderausstellungen und Veranstaltungen
- Eröffnungsausstellung mit meist großformatigen Bildern von Johannes Heisig
- Jährlich findet eine „Museumsnacht“ statt.[11]
- Kunstausstellung des Schweizer Künstlers ROBI THE DOG vom 1. Dezember 2018 bis 13. Januar 2019[12]
- Wendezeiten 1989 1990 war eine Sonderausstellung vom 3. Oktober 2019 bis zum 3. Oktober 2020[13]
- Sonderausstellung Schwarz auf Weiß – Kunstausstellung des Gymnasiums vom 19. Dezember bis 18. Mai 2020[14]
- Sonderausstellung Pritzwalk und sein Hainholz – vom 20. September 2020 bis 17. Januar 2021[15]
- Vorträge und Veranstaltungsreihen wie die zur „Bier-Kultur“[16]
- Sonderausstellung zum Thema „Automobile“ vom 13. Mai 2018 bis 12. Juli 2018[17]
- Sonderausstellung zur digitalen Revolution in der Prignitz vom 17. Mai bis 6. September 2020[18]